# Karlsplatz (Stuttgart)
Der Karlsplatz ist ein historischer Platz im Zentrum der baden-württembergischen Landeshauptstadt Stuttgart. In seinem Zentrum steht ein Reiterstandbild des Kaisers Wilhelm I.

## Geographie

### Name
Benannt ist der Karlsplatz posthum nach Herzog Karl Eugen, der von 1744 bis 1793 das Herzogtum Württemberg regierte und in der Zeit gestalterisch auf ihn einwirkte. Die Aufstellung des Reiterdenkmals Kaiser Wilhelm I. änderte nichts an der Namensgebung des Raumes.

### Lage und Umgebung
Der Platz wird im Westen durch das Alte Schloss und im Norden durch den Südflügel (Stadtflügel) des Neuen Schlosses gesäumt. Östlich grenzt der Charlottenplatz-Eckbau des Alten Waisenhauses und im Süden das neu entstandene Dorotheen Quartier an. Die Karlsplatzfläche wird atriumartig eingeschlossen durch Baumreihen von Kastanien, die sich an den Längsseiten zwei-, an den Schmalseiten dreireihig präsentieren. Im Zentrum des Areals steht das Reiterdenkmal des Kaisers Wilhelm I., König von Preußen und Deutscher Kaiser.
Über die Dorotheenstraße ist der Karlsplatz nach Osten mit der Hauptstätter Straße und ferner mit dem Charlottenplatz verbunden und nach Westen mit dem Schillerplatz, dem Alten Schloss, der Markthalle und ferner der Königstraße. Die Münzstraße verbindet den Karlsplatz mit dem Marktplatz und mit dem Sporerplatz und der gleichnamigen Straße. Jenseits der Münzstraße schließt der Stauffenbergplatz als Vorplatz des Alten Schlosses an. Die Eduard-Breuninger-Straße und die Karlstraße führen zum Stammhaus des Kaufhauses Breuninger am Dorotheenplatz, während die Goerdeler Straße parallel zum Platz als Verlängerung der Karlstraße verläuft.

### Verkehrsanbindung
Der Karlsplatz ist über die Haltestellen Schlossplatz im Westen, Charlottenplatz im Osten und Dorotheenstraße im Süden an das ÖPNV-Netz des VVS angebunden. Diese werden von verschiedenen Stadtbahn- und Stadtbuslinien angefahren.

## Geschichte

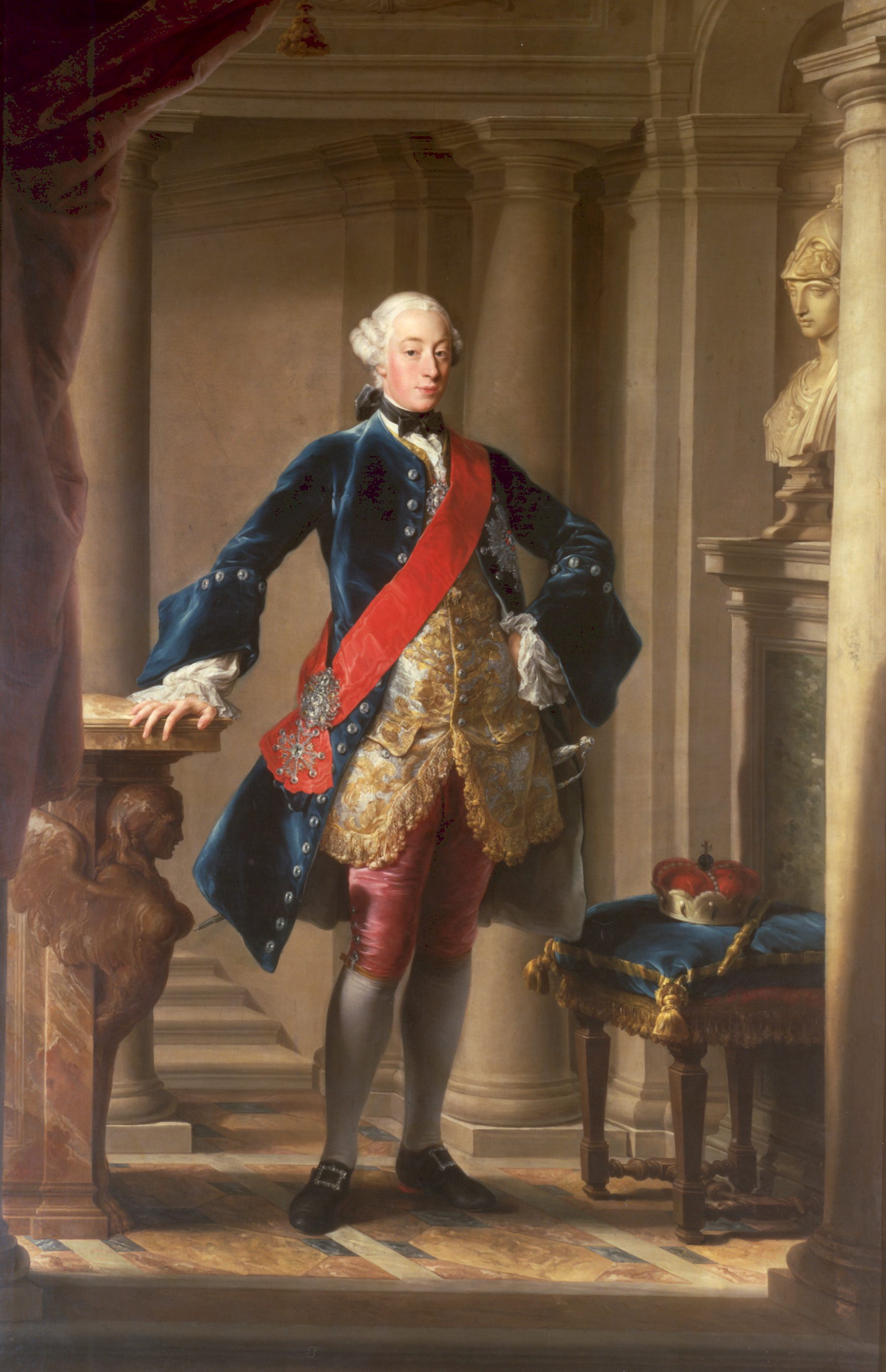
Karl Eugen von Württemberg

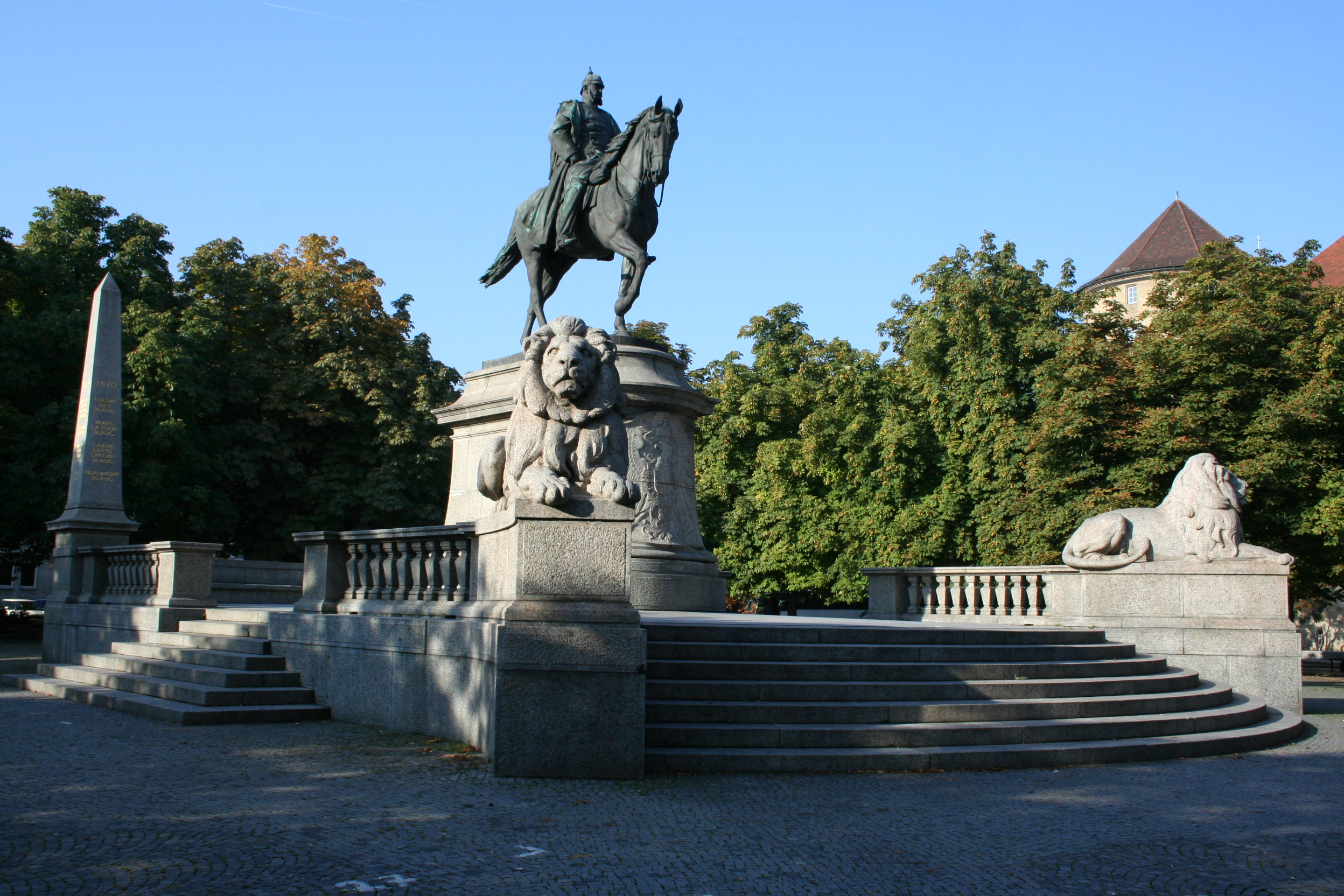
Reiterstandbild Kaiser Wilhelm I.

1393 wurde die Stelle des heutigen Karlsplatzes erstmals als nicht öffentlicher Garten der Herzogin erwähnt. Dieser mit einer Mauer umfriedete Garten gliederte sich an das Alte Schloss an und war der Frau des regierenden Fürsten zur Nutzung vorbehalten. Dies war zunächst die Gräfin Antonia Visconti, Gattin des Grafen Eberhard III. (des Milden) von Württemberg, dessen friedenserhaltende Bündnispolitik mit den benachbarten Fürstenhäusern und Reichsstädten ihm den Beinamen eintrugen.
1556 entstand in der Mitte der Gartenanlage, am Ort des heutigen Denkmals Wilhelms I., ein Gartenhaus.
1778 ließ Herzog Karl Eugen im Zuge der Rückverlegung seines Amtssitzes von Ludwigsburg nach Stuttgart den inzwischen verwahrlosten Garten der Herzogin entfernen, um das Grundstück zu planieren und in einen öffentlichen Spazierplatz umzugestalten. Im Volksmund erhielt die neue Anlage den Namen Planie (von planieren), ein Name, der sich bis in die Gegenwart gehalten hat, zumal bis heute die oberhalb des Stadttunnels verlaufende Zuführungsstraße in die Innenstadt ebenso heißt. Beseelt vom absolutistischen Charme repräsentativer Gartenarchitektur ließ der für seine späten Regierungsjahre als Genussmensch und Despot bekannte Herzog den Platz mit einem symmetrischen Wegesystem angelegen, ausgestattet mit Rasen, Ruhebänken, Blumenbeeten und einem Springbrunnen. Nach dem Tod des Herzogs im Jahr 1793 erhielt der Platz seinen Namen, Karlsplatz.
1795 erhielt der Karlsplatz anstelle des Springbrunnens einen 10 m hohen Marmorobelisken, die sogenannte „Pyramide“. Der Karlsplatz wandelte sich so erstmals zum Denkmalsplatz um. Wegen ständiger Beschädigungen musste die Obelisk 1807 bereits wieder abgebrochen werden. An seiner Stelle wurde ein Wasserbecken errichtet. 1841 wurde aus dem Wasserbecken ein Springbrunnen in Gestalt eines wasserspeienden Jongleurs.

### Das Reiterdenkmal
1898 entstand an Stelle des Brunnens das Kaiser-Wilhelm-Denkmal, ein Reiterstandbild zu Ehren Wilhelms I., König von Preußen und Deutscher Kaiser. Das Denkmalkomitee unter der Ehrenpräsidentschaft des Kronprinzen und späteren (gleichzeitig letzten) Königs von Württemberg, Wilhelm II. war sich schnell einig, dass dem verblichenen Kaiser ein Reiterdenkmal, in Anlehnung an die römische Kaiserzeit, gebühre; man wollte die Zugehörigkeit Württembergs zum Kaiserreich ausdrücken. Das Denkmal wurde am 1. Oktober des Jahres enthüllt, nachdem der Ehrenträger bereits zehn Jahre zuvor, am 9. März 1888, gestorben war.
Das Denkmal entstand als Entwurf der Münchner Professoren Wilhelm von Rümann (1850–1906) und Friedrich Ritter von Thiersch (1852–1921). Vor der endgültigen Bestimmung des Karlsplatzes als Aufstellungsort der Reiterstatue arrangierten Architekt und Bildhauer an Ort und Stelle eine Demonstration mit bemalten Leinwänden in der Originalgröße des Standbildes. Nachdem die Besichtigung zur Zufriedenheit von König Wilhelm II. ausfiel, stimmte er der Platzwahl zu.
Der Bildhauer Rümann erarbeitete die Reiterstatue und Thiersch, der seinerseits Architekt war, entwarf das Podest des Standbildes sowie den granitenen massiven und ausladenden Terrassenunterbau nebst drei Freitreppen, deren frontale Ausführung durch zwei ruhende Löwen geziert wird. In Anlehnung an die eigene Tradition und an ägyptische Bauelemente wurden im rückwärtigen Bereich Granitobelisken gesetzt. Wilhelm I. als Einiger des Reiches wird hier im Denkmal im engen Zusammenhang mit Krieg und Reichseinigung dargestellt.

#### Kritik am Reiterdenkmal
Der Platz scheint in der Folgezeit insoweit unter dem Großmachtsanspruch gelitten zu haben, als um das Denkmal herum ursprünglich Rasen gepflanzt war und auf die Platzmitte zustrebende Diagonalwege bestanden. Mit Wegfall dieser Parkattribute – heute ist die Fläche kopfsteingepflastert – verlor sich die Umgebung des Platzes an seinen Mittelpunkt.
Mehrfache Bestrebungen, das Kaiserdenkmal zu versetzen, sind bisher gescheitert. 1945 wollte der erste Oberbürgermeister der Stadt nach dem Krieg Arnulf Klett einen Freiheitsplatz ohne Denkmal. Wiederbelebt wurden Versetzungsabsichten in den 1980er Jahren und erneut Ende der 1990er Jahre. Dies mal aus politischen, mal aus wirtschaftlichen Gründen. Angedacht war als zukünftige Bleibe bereits der Innenhof der ehemaligen Rotebühlkaserne (heute Sitz der OFD sowie Finanzamtsabteilungen). Änderungswünsche für den Platz sind bis heute nicht abgeebbt.

### Karlsplatz in den Jahren 1928–1978

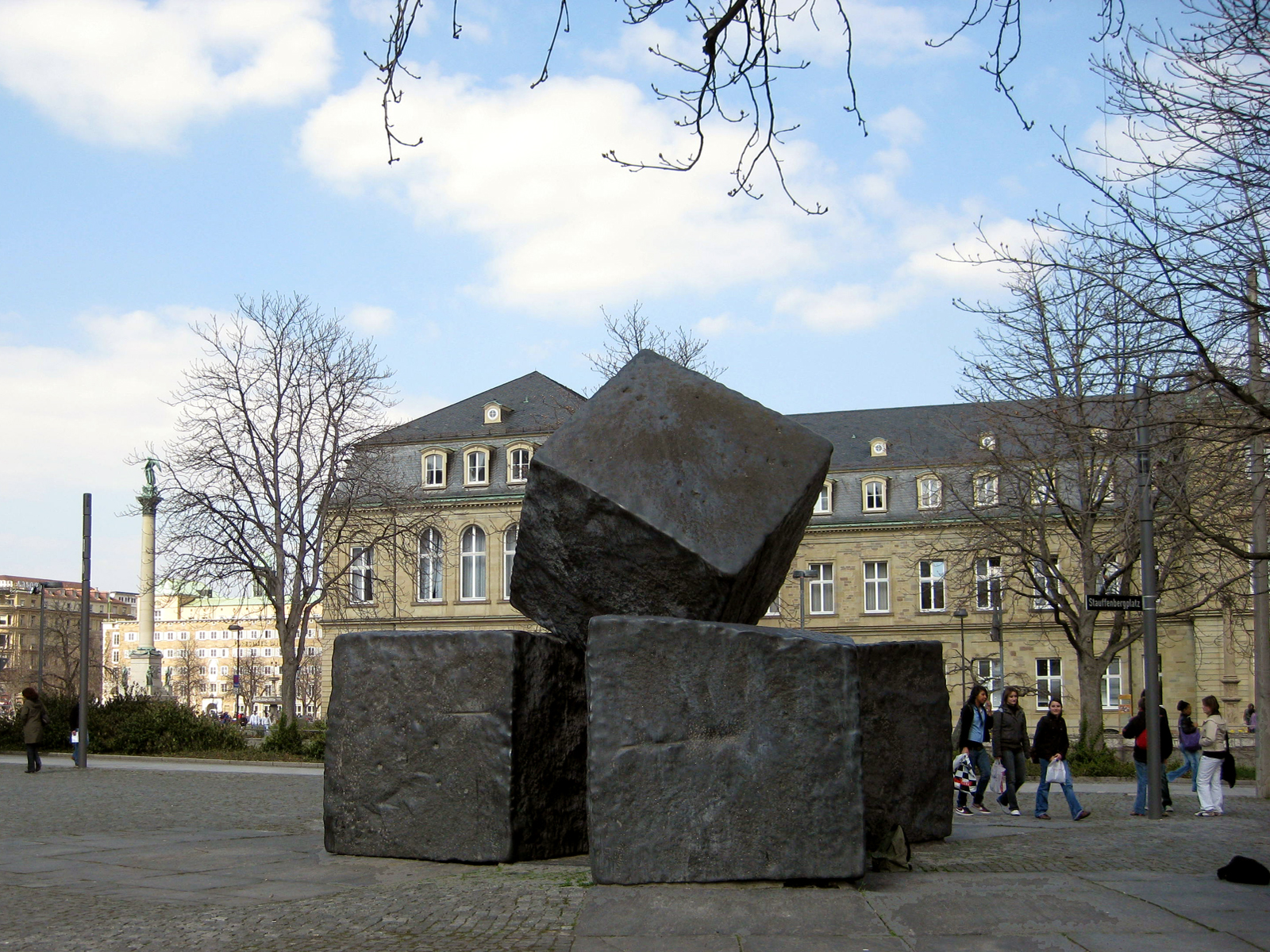
Mahnmal für die Opfer der NS-Zeit

Ab 1928 entwickelte sich der Karlsplatz für die folgenden 30 Jahre zum Marktzentrum der Stadt. Der Rasen wich einer Platzbefestigung, die es erlaubte, dort Großmarkt für Gemüse und (Süd-)Früchte abzuhalten. Mit Eröffnung des Großmarktgeländes am Neckar erstarb das pulsierende Markttreiben.
Von 1937 bis Kriegsende befand sich im Hotel Silber das Hauptquartier der Gestapo Stuttgart, von hier aus wurde die Deportation der württembergischen Juden organisiert.
Durch die Verkehrsberuhigung im Jahr 1957 wurde der Karlsplatz in Ermangelung eines Parkhauses selbst zum Parkplatz. Durch den Abriss der Hohen Karlsschule im Jahr 1959 hatte das Umfeld des Karlsplatzes zusätzlich an Attraktivität eingebüßt. Über 20 Jahre später, eine Tiefgarage an der Konrad-Adenauer-Straße war inzwischen errichtet, konnte das Parkwesen vom Karlsplatz endgültig verbannt werden.
1970 ließ die Stadt Stuttgart zum 25-jährigen Nachkriegsjubiläum am Stauffenbergplatz gegenüber dem Karlsplatz, am Alten Schloss das Mahnmal für die Opfer des Nationalsozialismus aufstellen. Dabei handelt es sich um ein Ensemble aus vier schwarzen Granitblöcken – als Symbol der Schwere der NS-Zeit – des Oggelshausener Bildhauers Elmar Daucher. Das Mahnmal trägt ein Epigramm des deutschen Philosophen Ernst Bloch.

### Karlsplatz seit den 1980er-Jahren

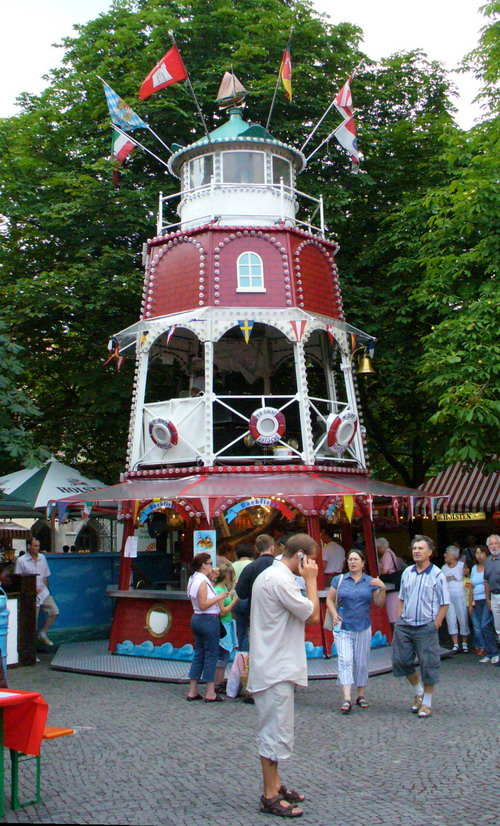
Hamburger Fischmarkt

Große Teile des teilweise zweireihigen Kastanienbaumbestandes stammen nach der Neuanlage des Karlsplatzes im Jahr 1980 aus der zur Solitude führenden Kastanienallee, die dafür ausgedünnt wurde.
Samstags findet ein Flohmarkt statt. Dieser besteht seit 1983. Im Mai und September erstrecken sich vom Karlsplatz ausgehend die „großen Flohmärkte“ bis tief in die Innenstadt.
Einmal jährlich gastiert am Platz der Hamburger Fischmarkt. Im kulturellen Austausch fand bis 2015 in Hamburg gleichzeitig das Stuttgarter Weindorf statt.
1990er schlug die Partei Bündnis 90/Die Grünen vor, den Karlsplatz in Clara-Zetkin-Platz umzutaufen.
Auf Initiative des Landes Baden-Württemberg und des Kaufhauses Breuninger wurde 2008 das Da-Vinci-Projekt aus der Taufe gehoben. Es sollten 2011 vom Karlsplatz aus in südwestlicher Richtung neue Landesministerien, ein Luxushotel sowie Geschäfte und Restaurants entstehen, das sogenannte Da-Vinci-Areal. Dieses sollte sich als Komplex zwischen die Markthalle, das bereits bestehende Breuninger-Areal und die Hauptstätter Straße legen. Den Neubauten hätte der nach dem Krieg wieder instandgesetzte Bau des Hotels Silber, der von 1937 bis 1944 Gestapo-Zentrale war, weichen sollen. Die Stadt Stuttgart plante die Einrichtung einer NS-Gedenkstätte und eines Lernortes, verschiedene Initiativen wollten dafür das ganze Gebäude erhalten.
2011, nach dem Wechsel der Landesregierung, stieg das Land aus dem Da-Vinci-Projekt aus. Die Firma Breuninger verfolgte die Erschließung des Areals nun alleine. Das Projekt wurde in Dorotheen Quartier umbenannt. Der Plan für ein Luxushotel wurde aufgegeben. Ebenso blieb das Hotel Silber erhalten. Der Bebauungsplan wurde 2013 genehmigt. In den oberen Etagen sicherte sich das Land vertraglich Büroflächen für Ministerien. Die Eröffnung erfolgte 2017.